# 은암로
은암로(Eunam-ro)는 충청남도 부여군 은산면 홍산 교차로에서 시작해 장암면 장암 교차로를 잇는 충청남도의 도로이다.

## 연혁
- 2010년 11월 17일 : 부여군 은산면 가중리 ~ 홍산리 2.76km 구간 확장 개통, 기존 부여군 은산면 신대리 ~ 홍산리 2.3km 구간 폐지[1]
- 2014년 1월 29일 : 부여군 규암면 내리 ~ 은산면 가중리 4.74km 구간 확장 개통, 기존 부여군 규암면 외리 ~ 은산면 신대리 5.47km 구간 폐지[2]
- 2015년 5월 29일 : 규암 우회도로(부여군 장암면 원문리 ~ 규암면 내리) 2.59km 구간 확장 개통, 기존 부여군 장암면 석동리 ~ 규암면 외리 2.34km 구간 폐지[3]
- 2021년 2월 26일 : 은암로로 명명

## 주요 경유지
충청남도
- 부여군 (은산면 - 규암면 -장암면)

## 노선
전 구간 국도 제29호선에 속하므로 이 노선에 대한 별도 표기는 생략한다.
| 이름                                 | 접속 노선                             | 소재지        | 소재지        | 비고          |
| 충절로와 직결                        | 충절로와 직결                         | 충절로와 직결 | 충절로와 직결 | 충절로와 직결 |
| ------------------------------------ | ------------------------------------- | ------------- | ------------- | ------------- |
| 홍산 교차로                          | 충절로                                | 부여군        | 은산면        |               |
| 은산 교차로 (은산IC교)               | 지방도 제723호선 (충의로)             | 부여군        | 은산면        |               |
| 가중1교                              |                                       | 부여군        | 은산면        |               |
| 부여 나들목 (부여 교차로) (월구IC교) | 151호선 서천공주고속도로              | 부여군        | 규암면        |               |
| 일광천교                             |                                       | 부여군        | 규암면        |               |
| 라복 교차로 (라복IC교)               | 호반로                                | 부여군        | 규암면        |               |
| 반산교 석우교                        |                                       | 부여군        | 규암면        |               |
| 반산 교차로 (반산IC교)               | 흥수로                                | 부여군        | 규암면        |               |
| 내리 교차로                          | 국도 제4호선 국도 제40호선 (대백제로) | 부여군        | 규암면        |               |
| 석동3교                              |                                       | 부여군        | 규암면        |               |
|                                      | 장암면                                | 부여군        |               |               |
| 석동2교 장암교 석동1교               |                                       | 부여군        |               |               |
| 장암 교차로                          | 국도 제29호선 (충절로)                | 부여군        |               |               |